# Ionenantrieb

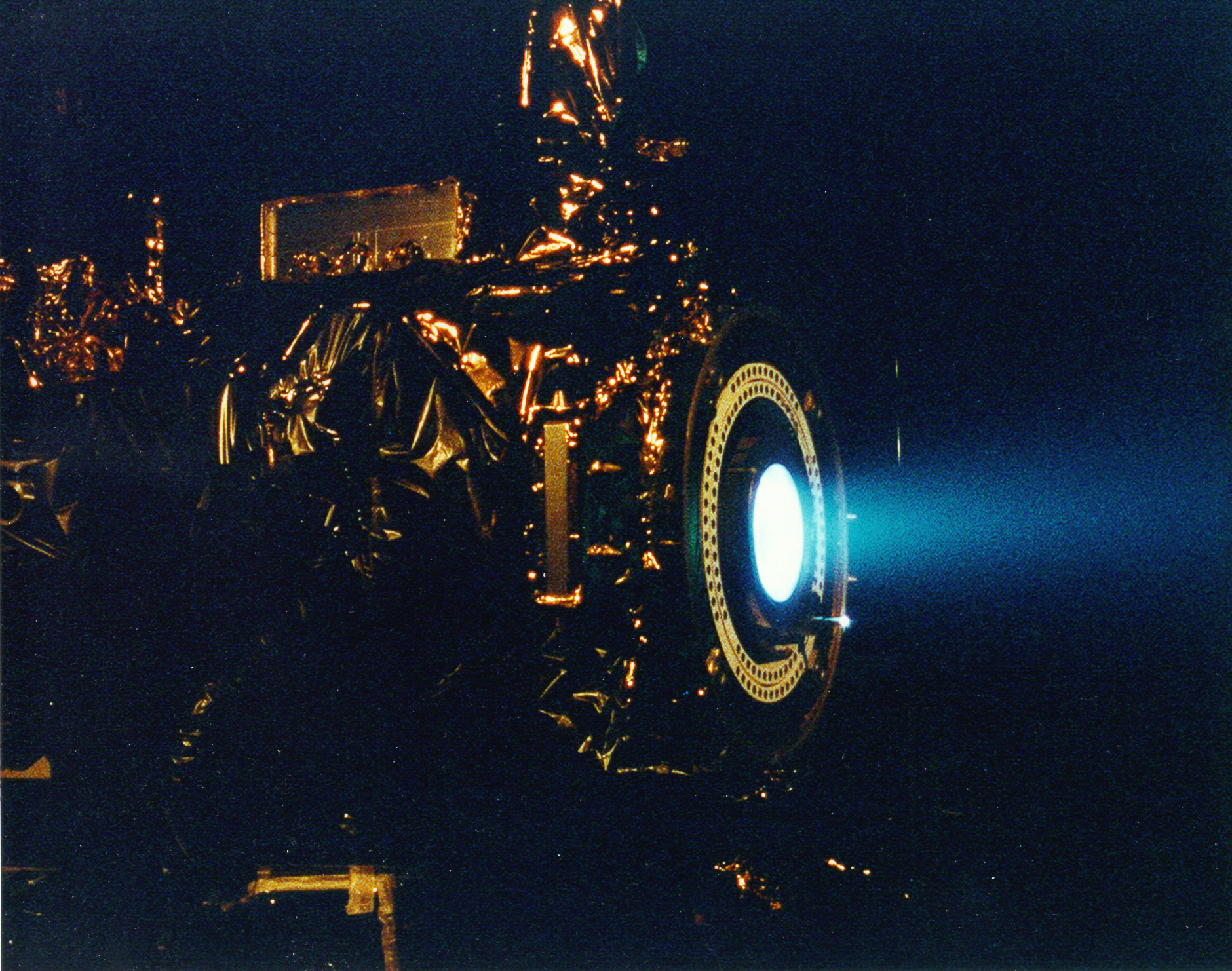
Testlauf eines Xenon-Ionentriebwerks der NASA

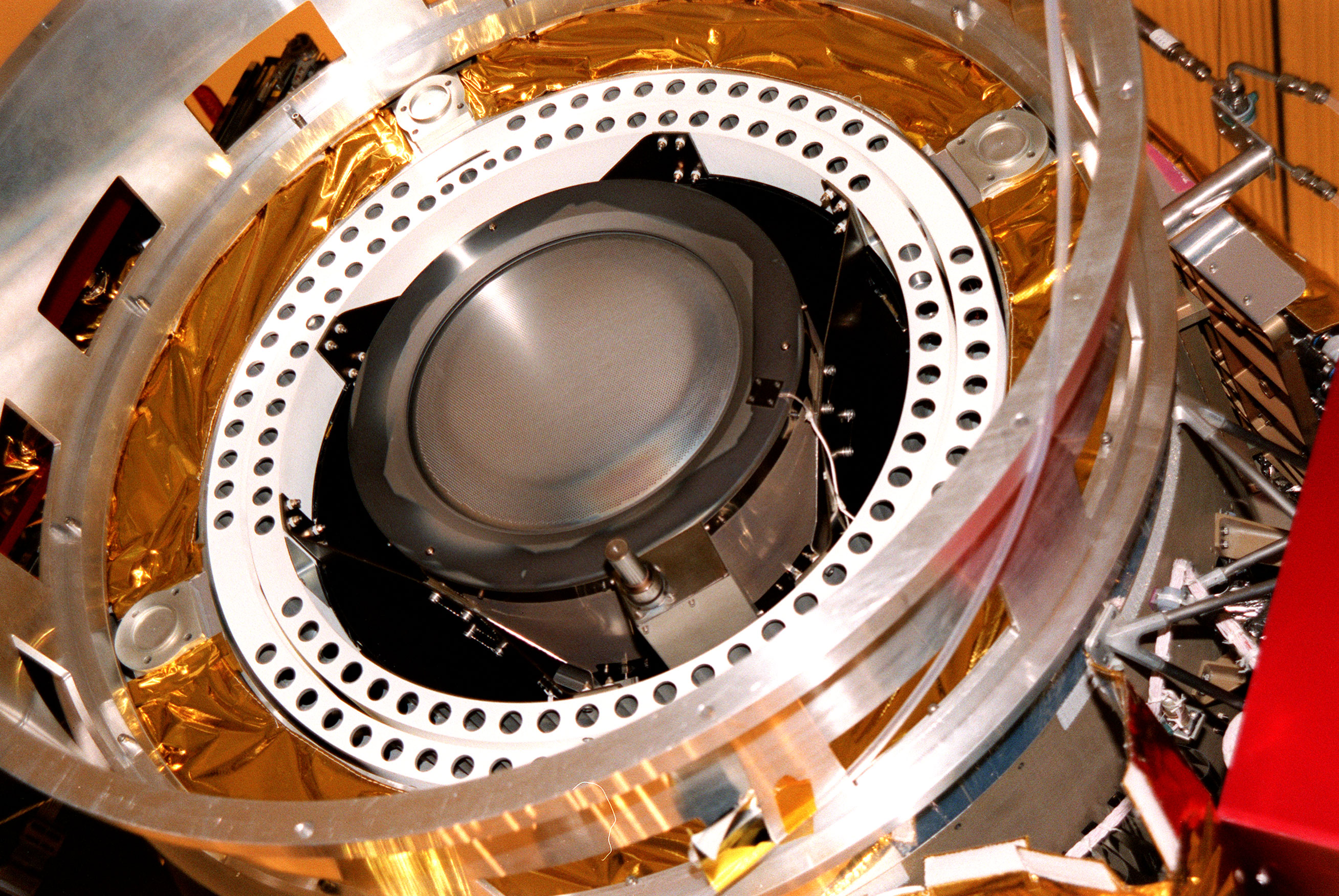
NSTAR-Ionentriebwerk der Deep-Space-1-Raumsonde

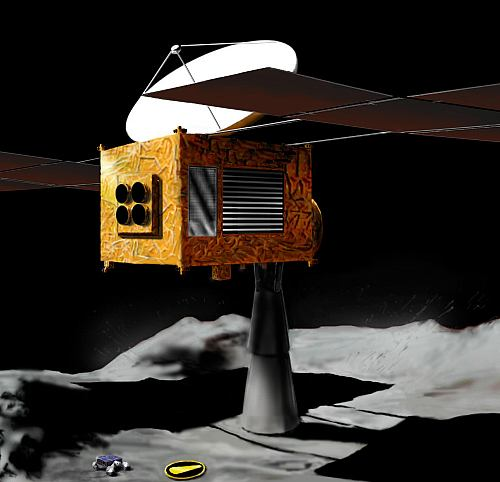
Japanische Raumsonde Hayabusa mit Ionentriebwerken (links)

Ionenantrieb ist eine Antriebsmethode für Raumfahrzeuge; ein Ionentriebwerk nutzt den Rückstoß eines erzeugten (neutralisierten) Ionenstrahls zur Fortbewegung.
Je nach genutzter Energiequelle wird zwischen solarelektrischem (engl. Solar Electric Propulsion, SEP) und nuklearelektrischem Antrieb (engl. Nuclear Electric Propulsion, NEP) unterschieden.
Ionentriebwerke erzeugen zwar einen für einen Raketenstart direkt von der Erde zu geringen Schub, verbrauchen aber weniger Stützmasse als chemische Triebwerke. Deshalb sind sie als Sekundärtriebwerke für den energieeffizienten Dauerbetrieb geeignet, besonders für die langen Flugbahnen interplanetarer Sonden, ebenso für geostationäre Satelliten, um die Drift auszugleichen.

## Funktion
Erzeugt wird der Ionenstrahl, indem Gasatome (z. B. Xenon) oder Kleinsttröpfchen (z. B. Quecksilber) durch eine Kathode zunächst ionisiert werden. Anschließend werden sie in einem elektrischen Feld beschleunigt. Nach der Passage des sogenannten Neutralisators, der dem Strahl wieder Elektronen zuführt und ihn somit elektrisch neutral macht, werden die Teilchen in Form eines Strahls ausgestoßen. Der Neutralisator ist ein wichtiger Bestandteil des Systems. Ohne ihn würde sich dieses aufladen und der Strahl diffundieren und in einem Bogen zum Raumfahrzeug zurückkehren.
Die Antriebsleistung ist nicht wie bei chemisch arbeitenden Raketen in den reagierenden Treibstoffkomponenten gebunden, sondern stammt vom angelegten elektromagnetischen Feld. Die Antriebsleistung und der Wirkungsgrad hängt vor allem von der eingesetzten elektrischen Energie ab. Ein Treibstoff im herkömmlichen Sinne existiert nicht, jedoch geht die Stützmasse verloren.
Bei Radiofrequenz-Ionentriebwerken (RIT) verwendet das Triebwerk als Stützmasse meist das Edelgas Xenon. Das Arbeitsgas wird per Elektronenstoßionisation ionisiert, indem freie Elektronen durch ein elektrisches Wirbelfeld, das von einer um das Triebwerk gewundenen Induktionsspule erzeugt wird, typischerweise auf Energien von 3 bis 10 Elektronenvolt beschleunigt werden. Die entstehende Plasmaentladung zählt zur Klasse der Niedertemperaturplasmen, welche in vielen technologischen Bereichen eingesetzt wird (u. a. für Leuchtstoffröhren). Die durch die Ionisation entstandenen (im Falle von Xenon positiv) geladenen Ionen werden mittels eines elektrostatischen Feldes durch eine Gitteranordnung aus dem Triebwerk extrahiert, wodurch nach dem Impulserhaltungssatz Schub in die entgegengesetzte Richtung der entweichenden Ionen verursacht wird.
Zur erfolgreichen Inbetriebnahme eines RIT sind einige weitere Einrichtungen wie Gasflussregler und Energiequellen vonnöten, die zum Beispiel die für die Extraktion notwendigen Hochspannungen bereitstellen. Die Einspeisung der leistungsstarken Hochfrequenz wird typischerweise mit einer Halbbrücken-Topologie in einem Serienresonanzwandler erreicht, da somit hohe elektrische Effizienzen ermöglicht werden, die weiterhin das Thermomanagement des Satelliten begünstigen.
Sowohl die plasmaphysikalischen Prozesse als auch der Bau von Triebwerksystemen sind Forschungsgegenstand vieler weltraumbezogener Institutionen und Firmen weltweit. Testläufe müssen in einer Vakuumkammer ablaufen und die Ermittlung der Abnutzung kann dabei Jahre dauern. Kommerziell wird die RIT-Technologie zum Beispiel durch das Unternehmen ArianeGroup vertreten. In Deutschland beschäftigen sich neben ArianeGroup (Lampoldshausen) vor allem die Gießener Hochschulen (Justus-Liebig-Universität Gießen und Technische Hochschule Mittelhessen) sowie das Deutsche Zentrum für Luft- und Raumfahrt in Göttingen mit dieser Technologie.

## Vergleich
Bisherige Ionenantriebe besitzen gegenüber konventionellen chemischen Raketentriebwerken einen weit geringeren Schub, bei Sondenantrieben etwa vergleichbar mit der Gewichtskraft einer Postkarte (70 Millinewton), jedoch bei einer deutlich erhöhten Austrittsgeschwindigkeit des Gases (10 bis 130 km/s, Prototypen bis 210 km/s) und einer deutlich längeren Wirkdauer. Die Gesamtmasse des Raumfahrzeugs muss dennoch so klein wie möglich gehalten werden, um für den Betrieb ausreichende Beschleunigungen und damit annehmbare Schubdauern zu erreichen.
Die Sonde SMART-1 wog z. B. 367 Kilogramm und führte 84 kg Xenon als Stützmasse für das Triebwerk PPS 1350  mit. Ionentriebwerke haben einen hohen Leistungsbedarf (bei SMART-1 1300 W allein für das Triebwerk). Erst die neuesten Triple-Junction-GaInP2/GaAs/Ge-Solarzellen liefern eine ausreichende Leistung pro Fläche (bei SMART-1 ca. 370 Watt/m², Wirkungsgrad 27 %), um bei vertretbarer Solarmodul-Größe brauchbare Ionenantriebe zu versorgen.
Eine Verdoppelung der Austrittsgeschwindigkeit einer bestimmten Masse erfordert die vierfache Energie. Ziel bei der Konstruktion eines Ionenantriebes ist es, die benötigte Stützmasse so gering wie möglich zu halten. Dazu bedarf es nach der Raketengrundgleichung einer maximalen Ausströmgeschwindigkeit. Der Bau eines Ionenantriebes ist also immer ein Kompromiss zwischen Energie- und Stützmassenbedarf. Bei hohen Energien unterliegen die Triebwerke außerdem einem verstärkten Verschleiß.
Der Vorteil des Ionenantriebs gegenüber dem chemischen Antrieb liegt darin, dass bei gleichem gelieferten Gesamtimpuls (d. h. erreichter Geschwindigkeitsänderung) weniger Stützmasse verbraucht wird, weil die Geschwindigkeit der austretenden Teilchen wesentlich größer ist. Der auf die Erdbeschleunigung normalisierte spezifische Impuls liegt bei den heute verfügbaren Ionentriebwerken mit über 3000 s etwa sechsmal höher als bei chemischen Triebwerken mit 470 s.
Ionenantriebe herkömmlicher Bauart funktionierten nur im Vakuum. Die durch übliche Luftbewegungen ausgeübte Kraft ist meist größer als der Schub. Im November 2018 stellten Wissenschaftler des MIT die Entwicklung eines in der Atmosphäre funktionsfähigen Ionenantriebs vor.
Ionentriebwerke haben Aufnahmeleistungen im Watt- bis Kilowattbereich und Schübe unterhalb 20 mN. Zur Beschleunigung größerer Massen eignen sich Ionentriebwerke daher nur, wenn sie über längere Zeit (Wochen, Monate oder Jahre) arbeiten können. Neuere Modelle erreichen Schübe über 100 mN.

## Geschichte
Das Prinzip des Ionenantriebs wurde vom Raumfahrtpionier Hermann Oberth in seinem als „Bibel der Raumfahrttechnik“ bezeichneten Werk Wege zur Raumschiffahrt bereits 1929 vorgestellt, in dem er erstmals die Physik, die Funktion, die Konstruktion und die Nutzung für den interplanetaren Flug des von ihm entworfenen Ionentriebwerks auf den Seiten 386 bis 399 beschreibt. Hermann Oberth stellte zudem auf der 12. Raketen- und Raumfahrttagung der Deutschen Raketen-Gesellschaft (DRG) im September 1963 in Hamburg eine neue Idee zum elektrischen Raumschiff vor. Zitat: „Mein Vorschlag betrifft ein elektrisches Raumschiff, das nicht Ionen und Elektronen ausstößt, sondern Nebeltröpfchen, die größenordnungsmäßig je nach Vorhaben 1.000 bis 100.000-mal größer sind und sich um ein Ion oder Elektron als Kondensationskern bilden.“
In den 1960er Jahren wurde in ersten Versuchen Cäsium oder Quecksilber als Treibstoff genutzt, wobei die metallischen Bauteile zur Ionenerzeugung jedoch rasch korrodierten. Größtes Problem war die Korrosion einer messerscharfen Schneide, an der mittels Tröpfchenionisation die notwendigen Ionen erzeugt wurden. Erst mit dem Einsatz des Edelgases Xenon als Treibstoff bekam man dieses Problem besser in den Griff. Weitere Vorteile des Xenons sind, dass es im Gegensatz zu Metallen nicht verdampft werden muss, ungiftig ist und aus einem Druckgastank leicht in das Triebwerk befördert werden kann. Besonders die Förderung des bei Zimmertemperatur festen Cäsiums war in der Praxis sehr schwierig. Als Nachteil gegenüber Quecksilber ist die niedrigere Atommasse zu sehen. Außerdem benötigt das Xenon gegenüber den beiden Metallen höhere Ionisationsenergien.
Beim RIT-Triebwerk (engl. Radiofrequency Ion Thruster) werden die Ionen mittels induktiver Einkopplung eines Hochfrequenzsignals erzeugt, während im elektrostatischen Kaufman-Triebwerk das Gas durch eine Gleichstromentladung ionisiert wird. Das HET-Triebwerk (engl. Hall Effect Thruster, Hallantrieb) ionisiert das Antriebsgas mit Elektronen, die auf einer Kreisbahn geführt werden. Ein Prototyp eines RIT-Triebwerks arbeitete erstmals 1992 auf dem europäischen Satelliten EURECA. SMART-1 war mit einem HET-Triebwerk ausgestattet.
Heutige Ionentriebwerke sind, aufgrund der nur begrenzt zur Verfügung stehenden elektrischen Energie, für zwei Hauptanwendungen geeignet:
- Marschtriebwerk für Interplanetarsonden zu den sonnennahen Planeten Venus und Merkur, da hier bei langen Schubzeiten noch Sonnenenergie genutzt werden kann.
- Bahnregelungstriebwerke für große Satelliten in hohen Erdumlaufbahnen, da hier die Störkräfte und damit die erforderlichen Korrektur-Impulse sehr gering sind.

### Einsatz in der Raumfahrt
Die erste Raumsonde mit Ionenantrieb war die 1998 gestartete Deep Space 1, die ein NSTAR Triebwerk hatte, das auf dem Kaufman-Typ beruht. Die zweite Sonde mit Ionenantrieb war Hayabusa, von JAXA gestartet im Jahr 2003. Das dritte Raumfahrzeug mit einem Ionenantrieb war die Sonde SMART-1, die 2003 von der ESA gestartet wurde und mit Triebwerken vom Typ PPS 1350 den Mond umkreiste. Stark auf Ionentriebwerke angewiesen waren die Missionen Dawn von 2007 und Hayabusa 2 von 2014 und seit 2018 BepiColombo. 
Der Testsatellit EURECA hatte 1992 ein experimentelles RIT-Ionentriebwerk RITA-10 von MBB/EADS an Bord. 2001 startete die ESA den Satelliten Artemis, auf dem zwei neue Ionentriebwerkstypen testweise installiert sind, die sich in der Produktionsweise der Xenon-Ionen unterscheiden. Die letzten 5000 km bis zur geplanten geostationären Umlaufbahn legte der Satellit mit Hilfe des Ionentriebwerks RIT-10 zurück, das ursprünglich nur zur Bahnkorrektur gedacht war, weil die Oberstufe seiner Ariane 5 ihn in einen Geotransfer-Orbit (GTO) mit zu niedrigem Apogäum brachte.
Inzwischen hat sich das Ionentriebwerk auf vielen kommerziellen Kommunikationssatelliten durchgesetzt. Dort dient es nicht als primärer Antrieb zum Erreichen der Umlaufbahn, sondern als Bahnregelungstriebwerk für die Nord-Süd-Drift, da der Satellit durch die Gravitationseinflüsse von Sonne und Mond im Jahr etwa 45 bis 50 m/s an Geschwindigkeitsänderung (Delta v) aufbringen muss. Der Einsatz von Ionentriebwerken zur Bahnregulierung erhöht die Betriebsdauer der Satelliten, denn es ist weniger Treibstoff erforderlich, da der spezifische Impuls höher ist als bei chemischen Triebwerken. Der europäische Alphabus, der amerikanische Boeing 702 und der chinesische DFH-5-Bus sind mit Ionentriebwerken ausgestattete Satellitenbusse.
Die vier Cubesats von NetSat verfügen über Ionenantriebe, somit können auch sehr kleine Satelliten einen Ionenantrieb verwenden.
Das niederösterreichische Unternehmen Fotec hat einen Ionenantrieb auf Basis von Indium entwickelt, der schon bei mehr als 160 Satellitensteuerungen eingesetzt wurde. Die Indiumionen werden dabei durch eine Wolframnadel geleitet und konzentriert emittiert, wobei die elektrische Energie in der Stärke von 10 kV zur Ionisation und auch dem Aufbau des Magnetfeldes aus einem Solarsegel kommt. Der erstmalige Einsatz war 2017 bei einem Kleinsatelliten. Der Stand 2023 stärkste verfügbare Antrieb hat eine Kraft von 18 mN bei 1 kW elektrischer Antriebsenergie.

### Umsetzung in der Atmosphäre
Im November 2018 gelang es am MIT zum ersten Mal einen Flugkörper durch einen Ionenantrieb in der Atmosphäre zu bewegen. Hierzu wurde ein flugzeugartiger Körper mit einer Spannweite von 5 Meter konstruiert. Unter den Tragflächen befanden sich Elektroden, an die eine Spannung von +20 kV angelegt wurde. An den Elektroden ionisierte der Stickstoff der Luft. Die Ionen wurden durch eine angelegte Spannung von −20 kV an den Tragflächen beschleunigt. Die Flugdauer betrug 10 Sekunden und überbrückte in einer Sporthalle rund 60 Meter. Laut beteiligter Wissenschaftler wurde die Distanz allein durch die Größe der Halle limitiert. Ein Personen- oder Gütertransport ist derzeit nicht möglich. Als mögliche Anwendungsgebiete nennen die Forscher z. B. leisere Drohnen.

## Weiterentwicklungen
- Einige Projekte zielen darauf ab, die Geschwindigkeit der Ionen zu erhöhen. Das DS4G der ESA verwendet z. B. eine Beschleunigungsspannung von 30 kV.
- Beim magnetoplasmadynamischen Antrieb und dem verwandten VASIMR versucht man dagegen, höhere Effizienz durch ein elektrisch erzeugtes Magnetfeld zu erreichen.
- Der Magnetfeldoszillationsantrieb (engl. Magnetic Field Oscillating Amplified Thruster oder MOA) verwendet Alfvén-Wellen, ein physikalisches Prinzip der Magnetohydrodynamik, wonach veränderliche Magnetfelder in elektrisch leitfähigen Medien wie Plasma Dichtewellen erzeugen können, die Teilchen im Medium auf sehr hohe Geschwindigkeiten beschleunigen können.
- Bismut wird als Stützmasse untersucht, ebenso Iod[11][12].